# Резолют (стол)

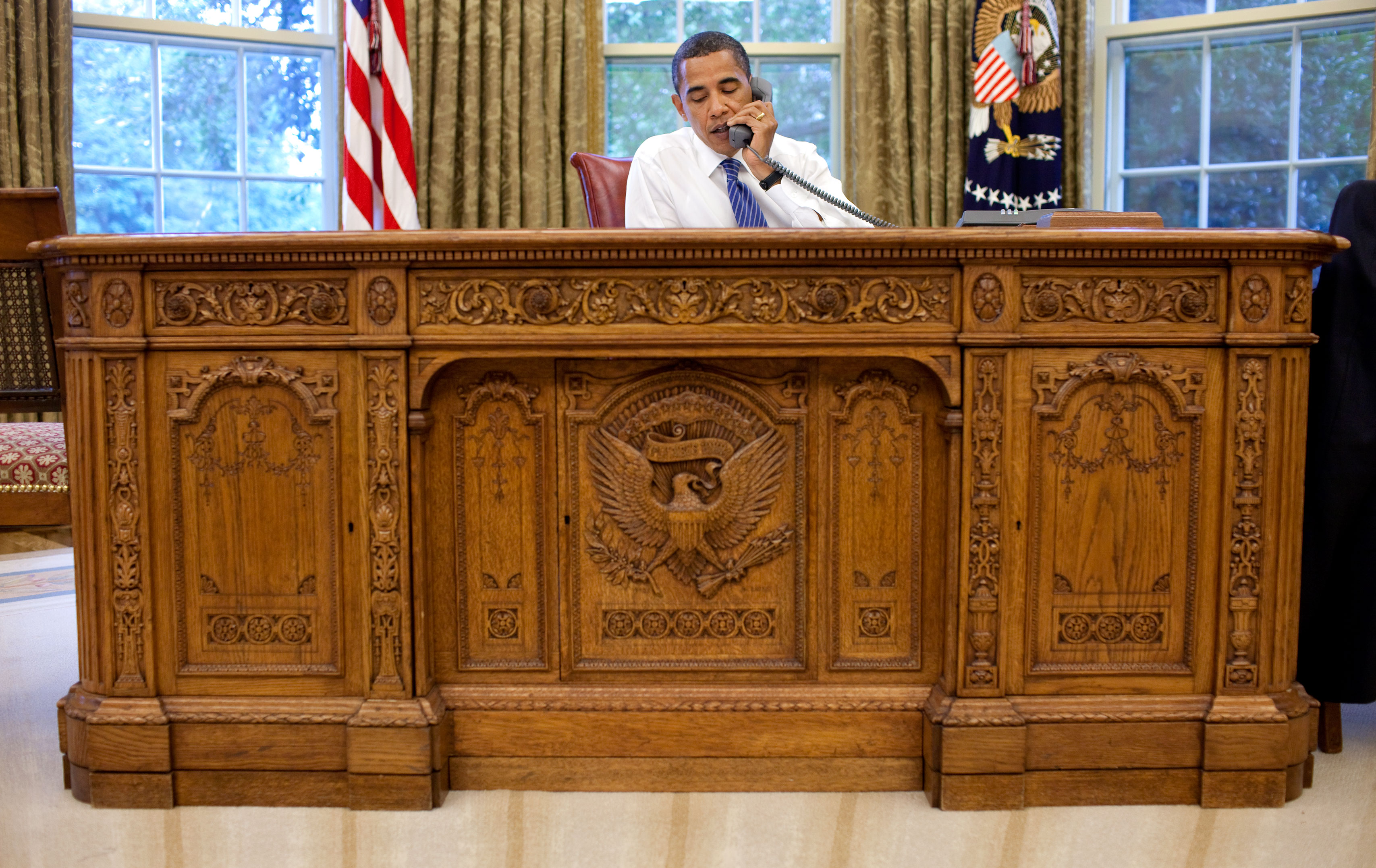
Президент США Барак Обама за столом Резолют

Стол Резолют (англ. Resolute desk) — стол, используемый президентами США в основном в Овальном кабинете Белого дома.
Стол не использовался только при президентах Линдоне Джонсоне, Ричарде Никсоне и Джеральде Форде. По желанию президента Джорджа Буша — старшего стол убрали из Овального кабинета, но уже при Билле Клинтоне стол был возвращён в Овальный кабинет и с тех пор находится там.

## История
Стол был изготовлен в 1880 году по приказу британского правительства из дубовых брусьев барка «Резолют» после его разборки. В том же году, 23 ноября, стол был подарен президенту США Резерфорду Хейзу, в знак доброй воли и в благодарность за возвращение этого барка флоту Её Величества королевой Викторией. Стол весом 1300 фунтов (590 килограммов) был изготовлен Уильямом Ивенденом (William Evenden), квалифицированным столяром, нанятым в королевском порту в Чатеме. На столе «Резолют» им была помещена табличка с текстом:

Судно Её Величества «Резолют» в составе экспедиции, посланной на поиски пропавшего сэра Джона Франклина в 1852, было покинуто в 74°41′ с. ш. 101°22′ з. д. 15 мая 1854 года. Оно было обнаружено и выведено в сентябре 1855 года на 67 градусе северной широты капитаном китобойного судна Соединённых Штатов «Джордж Генри» Баддингтоном.
Судно было куплено, оборудовано и послано в Англию в подарок Её Королевскому Величеству королеве Виктории президентом и народом Соединённых Штатов в знак доброй воли и дружбы. Этот стол был сделан из его древесины после разборки судна и подарен королевой Великобритании и Ирландии президенту Соединённых Штатов в память о любезности и сердечной доброте, которыми было вызвано предложение принять «Резолют» в дар.
Оригинальный текст (англ.)H.M.S. RESOLUTE forming part of the expedition sent in search of SIR JOHN FRANKLIN IN 1852, was abandoned in latitude 74 degrees 41 minutes N longitude 101 degrees 22 minutes W on 15th May 1854. She was discovered and extricated in September 1855 in latitude 67 degrees N by Captain Buddington of the United States Whaler GEORGE HENRY

The ship was purchased, fitted out and sent to England as a gift to HER MAJESTY QUEEN VICTORIA by the PRESIDENT AND PEOPLE of the UNITED STATES as a token of goodwill & friendship. This table was made from her timbers when she was broken up, and is presented by the QUEEN OF GREAT BRITAIN & IRELAND to the PRESIDENT OF THE UNITED STATES as a memorial of the courtesy and loving kindness which dictated the offer of the gift of the RESOLUTE.

## Барк Резолют
Барк «Резолют» участвовал в составе экспедиции по поиску  пропавших исследователей во главе с Джоном Франклином. Резолют попал в ледовый плен и был оставлен командой, впоследствии барк был обнаружен командой американского китобойного судна в 1900 километрах от места, где «Резолют» бросила команда. Корабль был подремонтирован и доставлен в порт Нью-Лондона, где по предложению  Генри Гриннелла выкуплен Конгрессом США и в знак доброй воли подарен Великобритании.

## Модификации
Стол «Резолют» был изменён дважды. Президент Франклин Рузвельт заказал передние панели для того, чтобы не было видно его инвалидного кресла.
Панель на петлях была изготовлена в 1944 году, но установлена на стол уже после смерти Рузвельта при президенте Г. Трумэне. На панели изображена Большая печать США с белоголовым орланом, являющаяся гербом США.
Вторая модификация стола была сделана при президенте Р. Рейгане, который, переехав в Белый дом, забрал свой стул из капитолия Калифорнии; стул был достаточно высоким, поэтому колени президента упирались в стол. В результате к столу была добавлена однородная основа, которая увеличила высоту стола на два дюйма (5 см).

## Копии
Копии стола «Резолют» демонстрируются как минимум в четырёх библиотеках, носящих имена президентов, а также во многих музеях США. Сегодня копию стола можно приобрести на многих веб-сайтах.

## Второй и третий стол

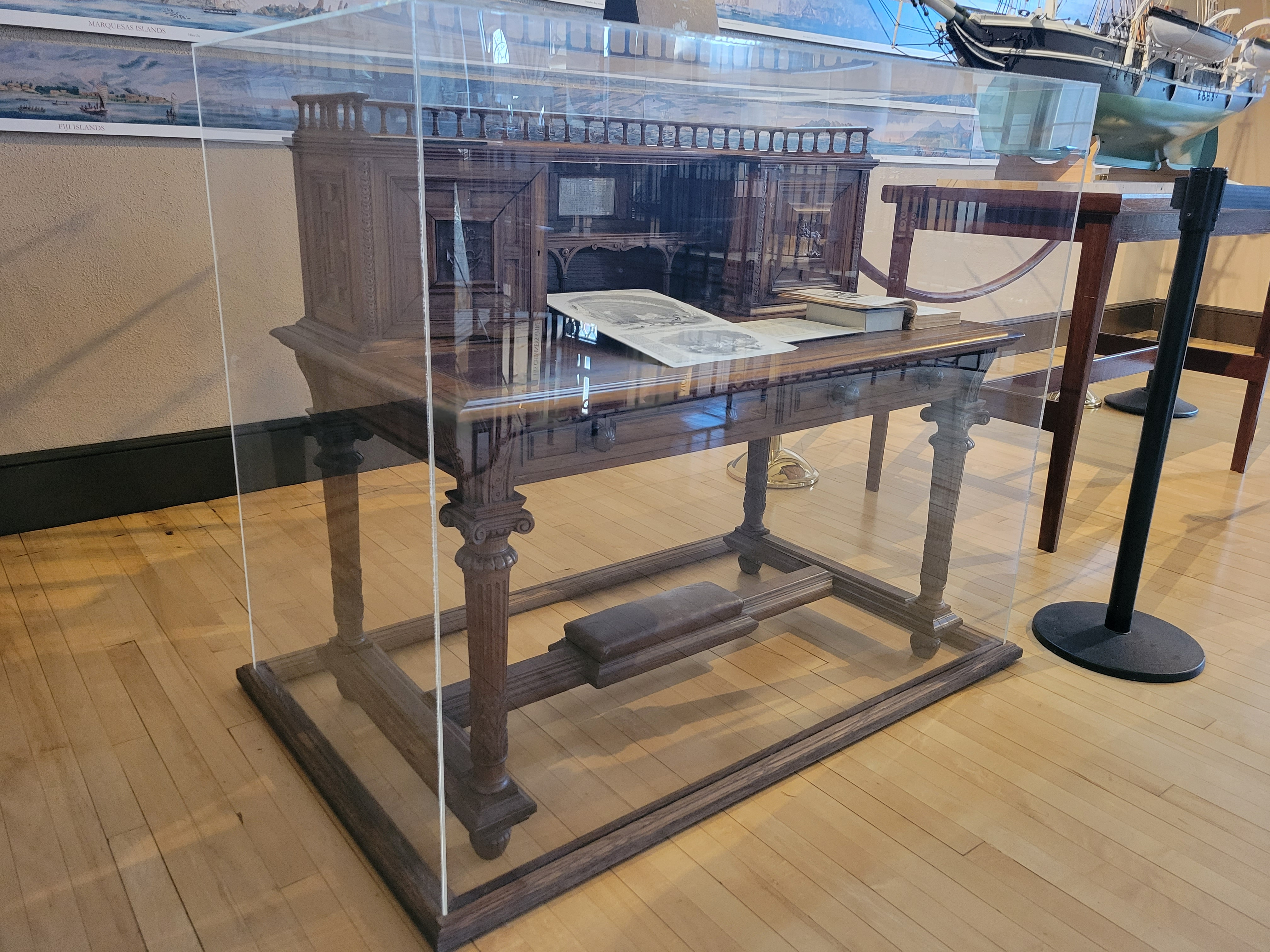
Стол Гриннелла на выставке в Музее китобойного промысла Нью-Бедфорда.

Из древесины «Резолюта» был также изготовлен второй стол, «Стол Гриннелла». Этот женский письменный стол меньшего размера был подарен вдове Генри Гриннелла в благодарность за его вклад в поисках экспедиции Джона Франклина. Впоследствии он был подарен музею города Нью-Бедфорд в штате Массачусетс и находится там по сей день.
Третий письменный стол, был заказан королевой Викторией для использования на ее паровой яхте «HMY Victoria and Albert». Этот стол сейчас является частью Британской королевской коллекции и хранится в Кенсингтонском дворце.

## Галерея

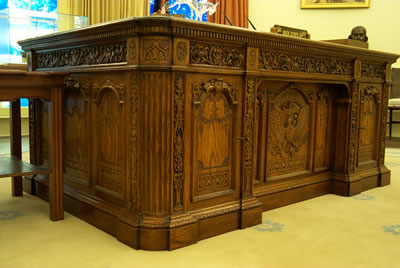
Копия стола «Резолют» в библиотеке имени президента Джимми Картера
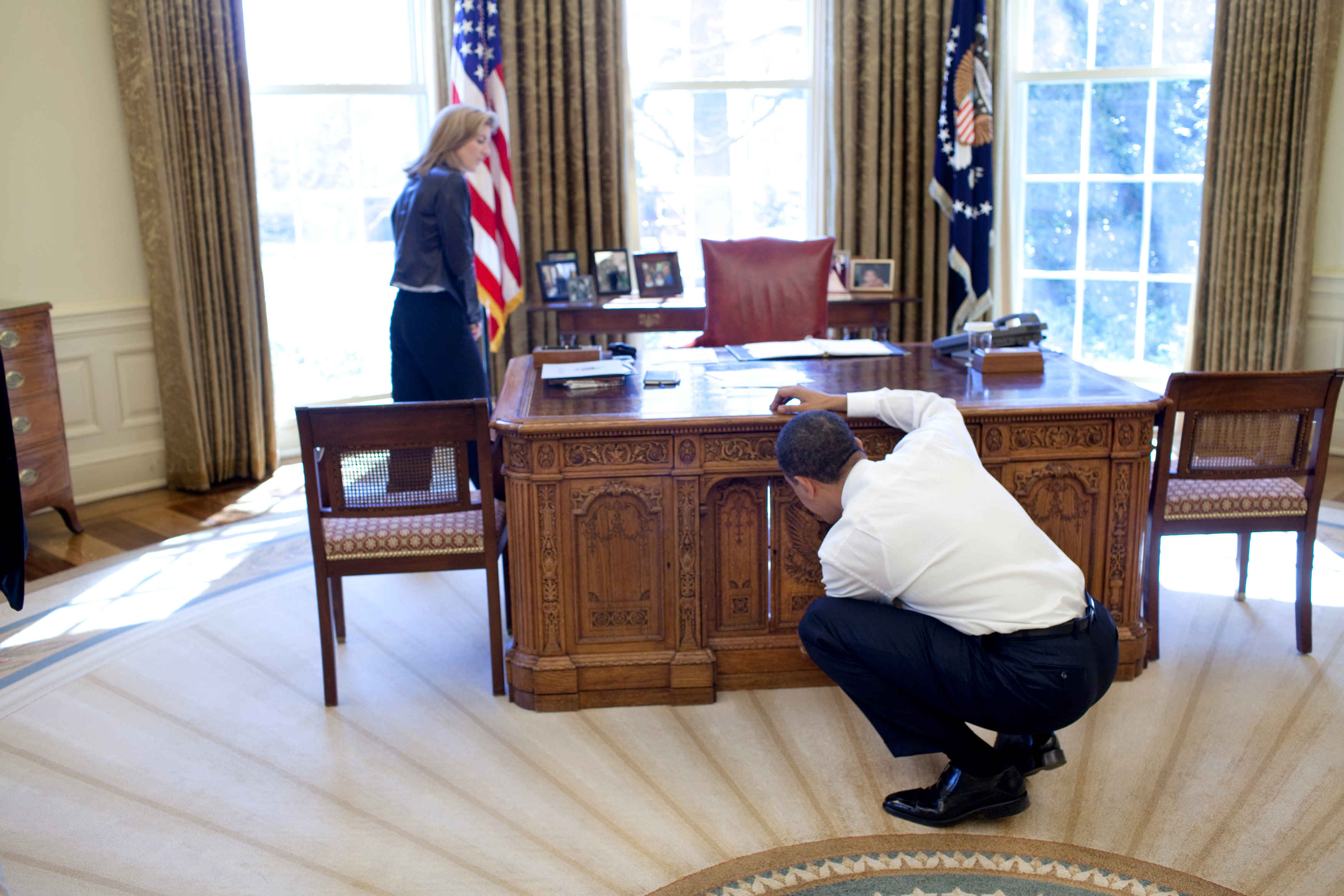
Барак Обама и Каролин Кеннеди осматривают стол «Резолют»
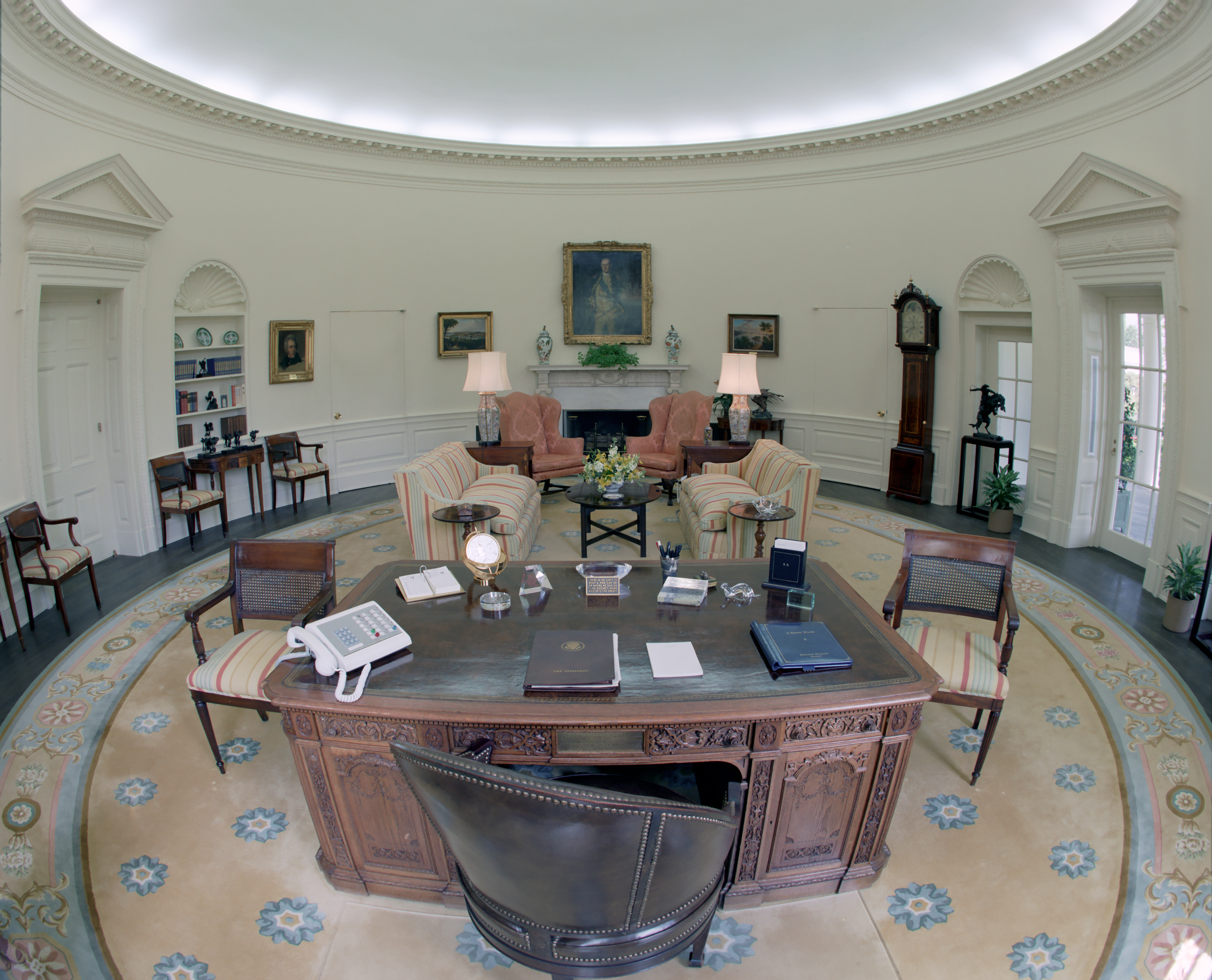
Стол в 1981 году
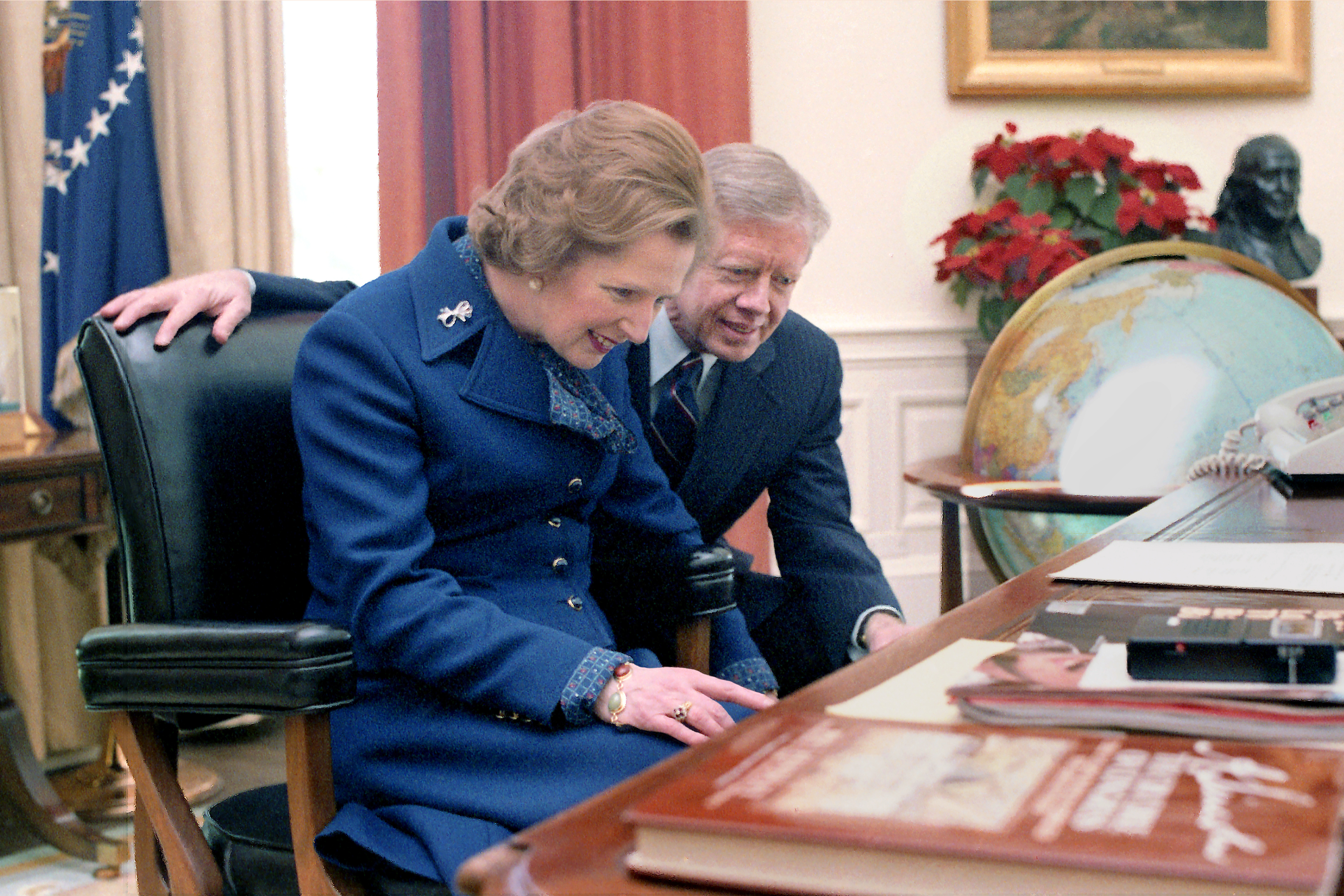
Маргарет Тэтчер вместе с президентом Картером за столом «Резолют»
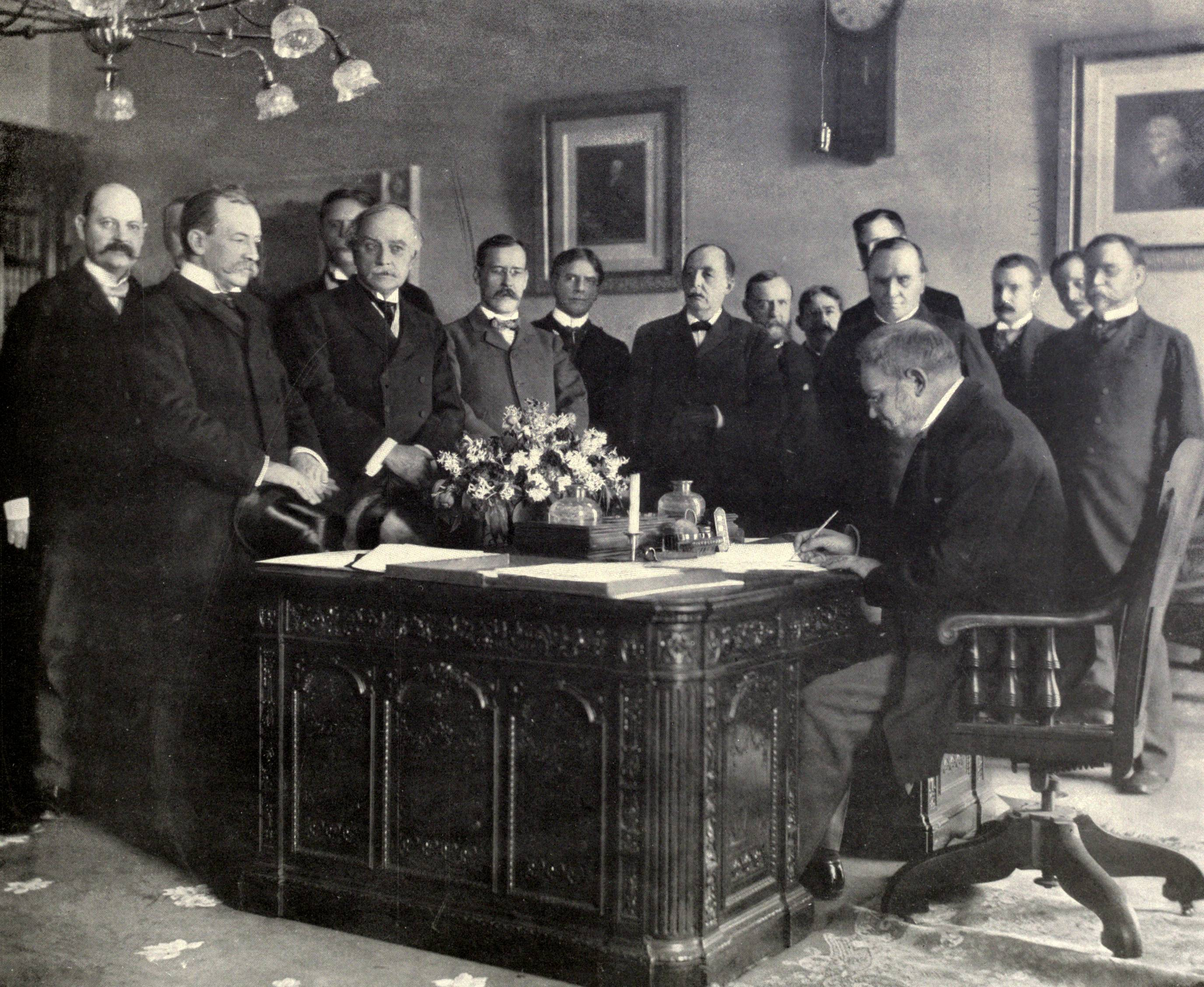
Французский посол в США Жюль Камбон подписывает Парижский договор. 1898 год.
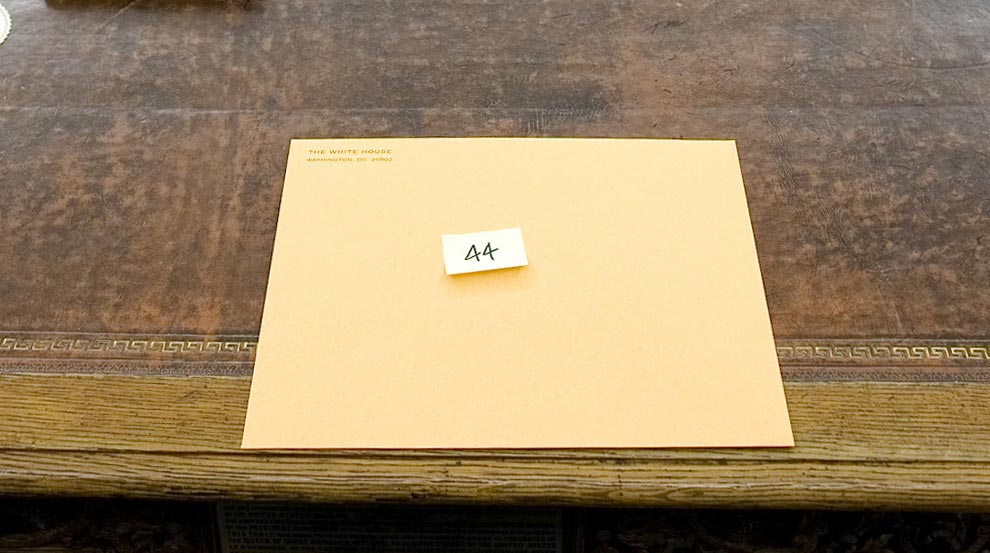
Письмо президента Буша президенту Обаме на столе «Резолют»
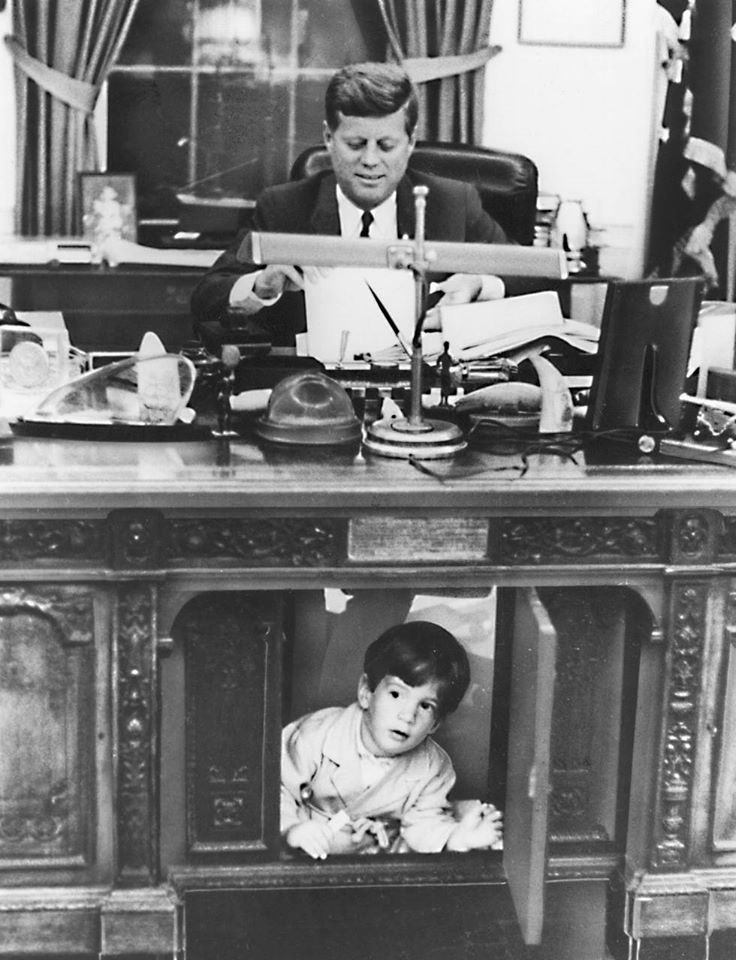
Фотография  Джона Ф. Кеннеди-младшего, играющего в столе «Резолют». 2 октября 1963 года

## В массовой культуре
Широкую известность в мире стол получили благодаря американскому фильму «Сокровище нации: Книга тайн» с Николасом Кейджем в главной роли. По сюжету фильма, в тайнике, оборудованном в столах, хранятся таблички с ольмекской письменностью, за которыми и охотится герой Николаса Кейджа.